# Демократе левице
Демократе левице (итал. Democratici di Sinistra, DS) је била главна италијанска левичарска странка социјалдемократске оријентације, директни потомак Демократске партије левице (ПДС) и тиме италијанске Комунистичке партије. На европском нивоу је била члан Партије европског социјализма, као и члан Социјалистичке интернационале.

## Историја

### 1998. — 2006.
Формирана је 1998. године, напустивши комунистичке симболе још увек у употреби у ПДС-у. ДС је био део центро-левичарске коалиције L'Ulivo (Маслина) од 1998. до 2006. године и био је најважнији члан коалиције L'Unione (Унија) од 2006, победивши опште изборе исте године.
Омладински огранак Giovane Sinistra (Млада левица) је такође потомак Комунистичке омладинска федерације.

### 2007.: Демократска партија
Године 2007, ДС се спојила са Белом Радом (леви демохришћани) и другим политичким странкама левог центра, стварајући Демократску партију (ПД).

## Организација

### Секретари
- Масимо Д'Алема (1998. — )
- Валтер Велтрони (1998. — 2001)
- Пјеро Фасино (2001. — 2007)

### Председници
- Ђиља Тедеска Тато (1998. — )
- Масимо Д'Алема (1998. — 2007)

### Конгреси
- I Конгрес: Торино, 13-16. јануар 2000.
- II Конгрес: Песаро, 16-18. новембар 2001.
- III Конгрес: Рим, 3-5. фебруар 2005.
- IV Конгрес: Фиренца, 19-21. април 2007.

## Изборни Резултати
- Европски избори 1999.: 17,4%
- Избори 2001.: 16,57%1
- Избори 2006.: 17,5%1

1 2001., 2004. и 2006. ДС је био присутан унутар коалиције "L'Ulivo".